# 监狱风云 (美国电视剧)
《监狱风云》（英語：Oz）是一部由美国HBO制作播出的电视剧，从1997年到2003年总共播出了6季。该剧主要讲述在一所监狱Oswald（昵称Oz）裡，各色囚犯、家属、狱警之间发生的种种生死离别的故事。每一集開頭都由黑人囚犯Augustus Hill介紹，跟著事件發生，尾段亦由Hill下總結。